# Constantin von Hormuzaki

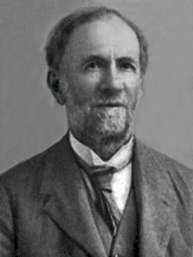
Constantin von Hormuzaki

Constantin Nikolaus Freiherr von Hormuzaki auch Constantin Nicolae Ho(u)rmuzaki, Ho(u)rmuzachi oder Baron von; auch Konstantin (* 3. Oktober 1862 oder 1863 in Czernowitz; † 22. Februar 1937 ebenda) war ein promovierter bukowinischer, österreich-ungarischer, später rumänischer Jurist und Naturwissenschaftler sowie Professor für Entomologie und Biogeographie an der Universität von Czernowitz.

## Abstammung
Die Familie Hormuzaki ist ihrem Namen nach griechischer, fanariotischer Abstammung und gehörte zum Adel der Moldau. Im Jahr 1636 wurde ein Hurmuzaki wegen seiner Verdienste um den Diwan vom Fürsten der Moldau mit einem Gut beschenkt. Unter der Regierung des Fürsten Nicolaos Mavrocordatos, auch ein Fanariot, war Emanuel Hormuzaki Oberstallmeister und Diwansmitglied.
Constantin Hormuzaki kaufte im Jahre 1765 das Gut Czernawka (Cernăuca).
Constantins Sohn Doxaki (* 1782; † 30. März 1857), der seit 1810 mit der Bojarentochter Ilinca von Murguletz († 1868) verehelicht war, pflegte aus politischen Gründen, geflüchteten rumänischen Führern aus Siebenbürgen unter hohem finanziellen Einsatz Zuflucht zu gewähren. Nichtsdestotrotz ersuchte er, der nur den Titel eines Bojaren führte, 1818 erstmals um die Verleihung des Grafenstandes (!) für sich und seine Angehörigen, welches Gesuch jedoch abgelehnt wurde. 1831 erneuerte er sein Ansuchen und bat, falls ihm der Grafenstand nicht verliehen werden sollte, wenigstens um die Erhebung in den Freiherrenstand. Auch diesem Ansuchen wurde nicht stattgegeben. Die Mitglieder dieser Familie führten in der Bukowina konsequent den Rittertitel, der ihnen aber niemals verliehen worden war. Sie kamen auch in keinem galizischen oder österreichischen Adelsregister vor, allerdings wurde das Führen des Titels, auch behördlicherseits, stillschweigend geduldet. Erst Doxakis Sohn Nikolaus wurde, als Großgrundbesitzer und Reichsratsabgeordneter, schließlich laut Allerhöchster Entschließung vom 20. Juli 1881 und Diplom vom 2. Oktober 1881 durch Kaiser Franz Joseph I. der österreichische Freiherrenstand für sich und all seine legitimen Nachfahren zuerkannt. Ein personifiziertes mit eigenen (?) Wappen wurde seinem Bruder Eudoxius gewährt.

## Biographie

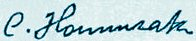
Unterschrift des Constantin von Hormuzaki

Constantin war der Sohn des oben erwähnten Nikolaus Freiherrn von Hormuzaki (* 19. März 1826 in Cernăuca; † 19. September 1909, ebenda), vermählt mit Natalie (1842–1916), Tochter des Freiherrn Emanuel von Styrczea (1800–1896), und älterer Bruder des Alexander von Hormuzaki, des letzten Landeshauptmanns des Herzogtums Bukowina. Er wuchs auf dem Gut seines Vaters in Czernawka (Cernăuca) auf und besuchte das Gymnasium in Czernowitz, wo er 1881 seine Matura mit Auszeichnung ablegte. Er studierte Jus in Wien sowie Jus und Naturwissenschaften in Czernowitz.
1888 trat er in den Dienst der Finanzprokuratur, die er jedoch alsbald verließ, um sich ganz seinen naturwissenschaftlichen Studien zu widmen. Seit 1900 hielt er sich immer wieder zu Forschungszwecken im Salzkammergut (Ischl, Hütteneckalm (1276 m), Zimitz (1743 m), Steeg, Gosaumühle, Strobl) auf. Von 1911 bis 1914 war er als Großgrundbesitzer Abgeordneter des Bukowiner Landtags für die Nationalpartei.
1912 heiratete er die Baronin Pulcheria von Kalmucki, mit der er zwei Kinder hatte. Während und nach dem Ersten Weltkrieg lebte er mit seiner Familie bis 1925 in Wien und Bad Ischl. Dann kehrte er in die Bukowina zurück. Nach Verleihung der Ehrendoktorwürde 1930 ernannte man ihn 1931 zum ordentlichen Professor am neu geschaffenen Lehrstuhl für Entomologie und Biogeographie an der Universität von Czernowitz.

## Wissenschaftliche Leistungen
Seine Arbeiten zur Lepidopterenfauna in der Bukowina über die bis dato kaum Literatur vorgelegen war, bilden bis heute die Grundlagen über ihre Kenntnis. In Oberösterreich entdeckte er unter anderem die Arten Selenephera lunigera ab., Lobulina Esp., Polyphaenis sericata Esp. und Larentia comitata L. In den Sommermonaten 1916 und 1917 sammelte er in der Umgebung von Ischl und Strobl und brachte neben einer Anzahl Makrolepidopteren 113 Mikrolepidopteren auf.
Wenn auch sein Hauptarbeitsgebiet die Schmetterlinge waren, so hatte er doch auch über die Koleopterologie (Käferfauna) der Bukowina Belangreiches veröffentlicht. Auch suchte er nachzuweisen, dass die europäischen Schmetterlinge bereits seit dem Tertiär in Europa bodenständig sind und nicht, wie bis dahin angenommen, postglazialen Wanderungen unterworfen waren.
Seine Arbeiten beruhten auf klimatologischen und pflanzengeographischen (geobotanischen) Grundlagen. Dies veranlasste ihn zu mehreren Arbeiten über die Gattungen Rubus und Potentilla (Fingerkräuter). Ihm ist auch die erste geobotanische Karte der Bukowina zu verdanken.

## Wappen

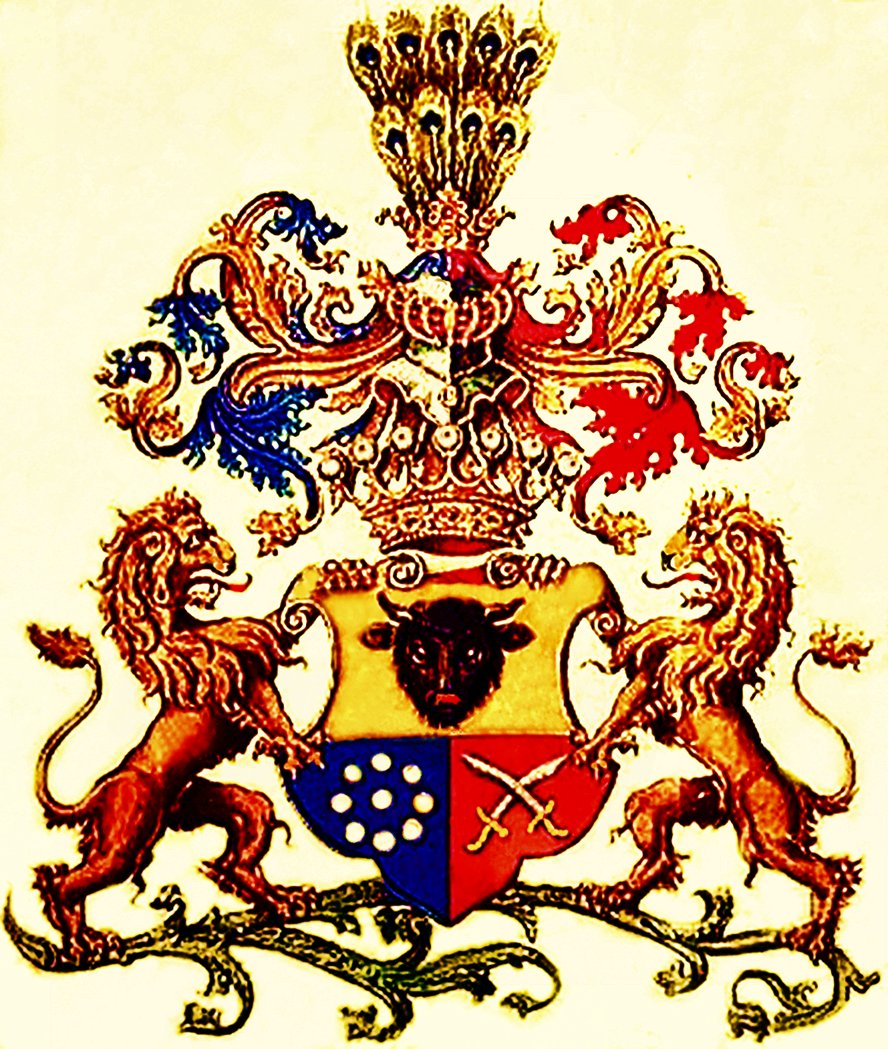
Wappen der Freiherren Nikolaus und Georg von Hormuzaki von 1881

1881: Schild waagrecht und unten nochmals senkrecht geteilt. Oben in Gold ein natürlicher Büffelkopf. Unten rechts in Blau sieben silberne Perlen, sechs als Kreis um eins. Links in Rot zwei gekreuzte Handjare mit goldenen Griffen. Auf dem Schild ruht die Freiherrenkrone. Darüber liegt ein gekrönter Helm mit rechts blau-goldenen, links rot-goldenen Decken, aus welchem ein natürlicher Pfauenwedel, zwei Reihen, die obere mit je fünf, die untere mit je vier Federn, hervorgeht. Schildhalter sind zwei stehende, einwärtsgekehrte, rotbezungte, goldene Löwen. Das Wappen galt für seinen Vater Nikolaus und dessen Nachfahren.

## Schriften
- Beiträge zur Käferfauna der Bukowina und Nordrumäniens. R. Friedländer & Sohn, Berlin 1888, 60 Seiten.
- Gesammelte Entomologische Aufzeichnungen (Inhalt: A. Lepidoptera: 1. Lepidopterologische Beobachtungen in der Bucovina; 2. Beschreibung neuer Tagfaltervarietäten: [Acronycta var. Bryophiloides]; 3. Eine neue Varietät der A. Strigosa. B. Coleóptera; 4. Coleopterologische Sammelergebnisse in der Bucovina während der Jahre 1887 und 1888; 5. Eine neuer Beitrag Zur Kenntnis der in der Bucovina einheimischen Coleopteren). R. Friedländer & Sohn, Berlin 1892.
- Das Hochgebirge der Bucovina in coleopterologischer Beziehung. Verlag Bernburg, Otto Bornbluth, Berlin 1893.
- Nachtfang am Köder und an blühenden Weiden im ersten Frühling 1893. Separatabdruck aus Societas Entomológica, Jahrg. VIII. Nr. 4).
- Aufzählung der bisher aus dem Königreiche Rumänien bekannten Tagfalter (Rapalocera), mit Berücksichtigung der Nachbarländer. Bernburg Otto Dornblüth, Berlin 1893, 24 Seiten.
- Entomologische Nachrichten. Jahrgang XIX, R. Friedländer & Sohn, Berlin 1893, Nr. 16, Seite 241–246; Nr. 17, Seite 265–272; Nr. 18, Seite 273–283.
- Aus dem Gebirge der Bukowina. Landschafts- und Vegetationsskizzen mit Illustrationen. In: „Globus – Illustrierte Zeitschrift für Länder- und Völkerkunde“, Czernowitz 1893.
- Über einige Abänderungen von Lepidopteren aus der Bucovina und aus Rumänien. R. Friedländer & Sohn (Bernburg, Otto Doentblütt), Berlin 1894.
- Untersuchungen über die Lepidopterenfauna der Bukowina, Concordia Typo- u. Lithographie des Erzbischofs Sylvester Morariu-Andriewicz. 1894. 182 Seiten.
- Varietäten von Lycaenen aus der Umgebung von Czernowitz (Bukowina). Separatabdruck aus Societas Enfomologica, Jahrg. VIII, Nr. 3, (189?).
- Bemerkungen über Varietäten einiger in der Bukowina einheimischer Großschmetterlinge, mit einer Figur im Texte. Druck Adolf Holzhausen, Wien 1895, 30 Seiten.
- Beitrag zur Makrolepidopterenfauna der österreichischen Alpenländer. In: Verhandlungen der Zoologisch-Botanischen Gesellschaft in Wien, Jg. 50 (1900).[13]
- Catalogue des lépidoptères récoltés en Roumanie pendant l’année 1901 par les membres de la Société des naturalistes de Roumanie et déterminé par Constantin Hurmuzachi. Tipăria Speranţa, Bucureşti 1902, 21 Seiten.
- Beobachtungen über die aus Rumänien bisher bekannten Garabusarlen. Staatsdruckerei Bukarest 1903, (Bulletin de la Société des sciences de Bucarest-Roumanie. An. XII, nr. 3 et 4)
- Cercetări noui asupra raporturilor faunistice din Bucovina cu privire specială la clasa coleopterelor în Buletinul Societăţii de Stiinţe din Bucureşti – România. An. X, nr. 1 şi 2), Imprimeria Statului, Bucureşti 1901. Seiten 77–110.
- Deuxième catalogue des Lépidoptères récoltés en Roumanie pendant l'année 1902 par les membres de la Société des Naturalistes de Roumanie, Imprimerie de l'Etat, Bucarest 1903.
- Observări asupra genului Nepticula Z. în Buletinul Societăţii de Ştiinţe din Bucureşti – România. An. XV, Nr. 5 şi 6, Imprimeria Statului, Bucureşti 1907.
- Saisondimorphismus bei Papilio Podalirius L. in der Bucovina, Separatabdruck aus Societas Entomológica, Jahrg. VIII, Nr. 1, (189?).
- Die Schmetterlinge (Lepidoptera) der Bukowina. I. Theil. Mit einer Karte. K. K. Zoologisch-botanischen Gesellschaft in Wien 1897, S. 70–103 (zobodat.at [PDF]).
- Die Schmetterlinge (Lepidoptera) der Bukowina. II Theil. In: Verhandlungen der Zoologisch-Botanischen Gesellschaft in Wien. Wien 1897, 210 Seiten (zobodat.at [PDF], zobodat.at [PDF], zobodat.at [PDF]).
- Troisième catalogue des coléoptères récoltés par les membres de la Société des naturalistes de Roumanie. Imprimerie de l'Etat, Bucarest 1904.
- Analytische Übersicht der paläarktischen Lepidopteren-Familien. R. Friedländer & Sohn, Berlin 1904, 68 Seiten.
- Die Schmetterlinge (Lepidoptera) der Bukowina mit einer pflanzengeographischen Karte der Bukowina. Czernowitz 1907.
- Chestia delimitării dieceselor naţionale gr.-or. din Bucovina. Societatea tipografică bucovineană, Cernăuţi 1913.
- Beitrag zur Lepidopterenfauna von Ischl und Umgebung. In: Jahresberichte des Vereines für Naturkunde in Österreich ob der Enns zu Linz. 44, Linz 1918, S. 1–32 (zobodat.at [PDF]).
- Conspectus specierum et varietatum generis Rubus L. circum Ischl. (Austria superiore) hucusque observatarum, Editura Cultura Naţională, Cernăuți 1925, 44 Seiten.
- Grundlinien für die Biogeographie und Biogenese der europäischen Makrolepidopteren. In: „Buletinul Facultății de Ştiințe din Cernăuți 3“, Cernăuți 1929.
- Die Entwicklung der europäischen Lepidopterenfauna seit der Tertiärzeit im Lichte der Palaeogeographie. Pflanzengeographie und Palaeontologie, in „Buletinul Facultății de Ştiințe din Cernăuți 4“, Cernăuți 1930.